# Steinwerk

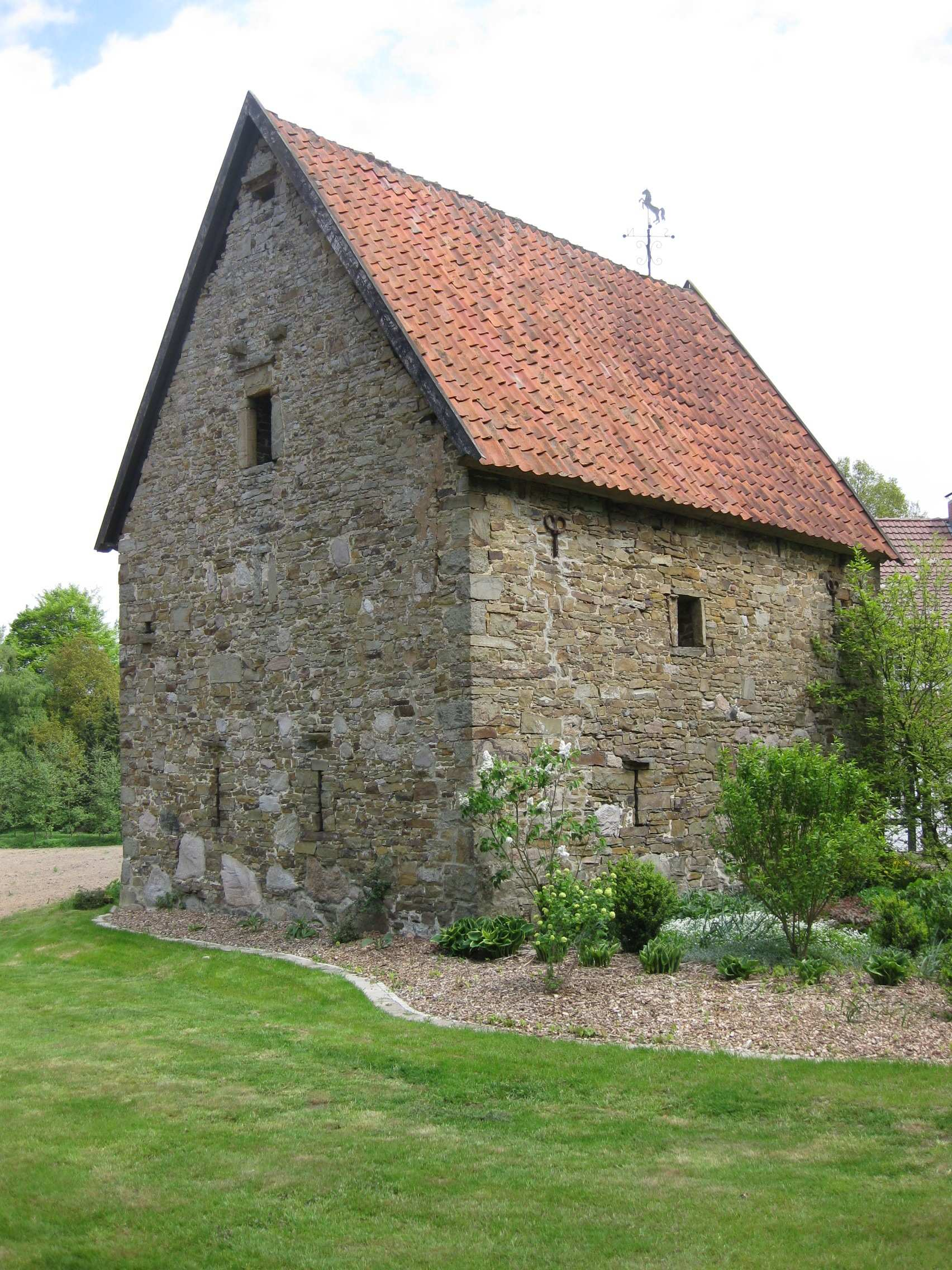
Ländliches Steinwerk

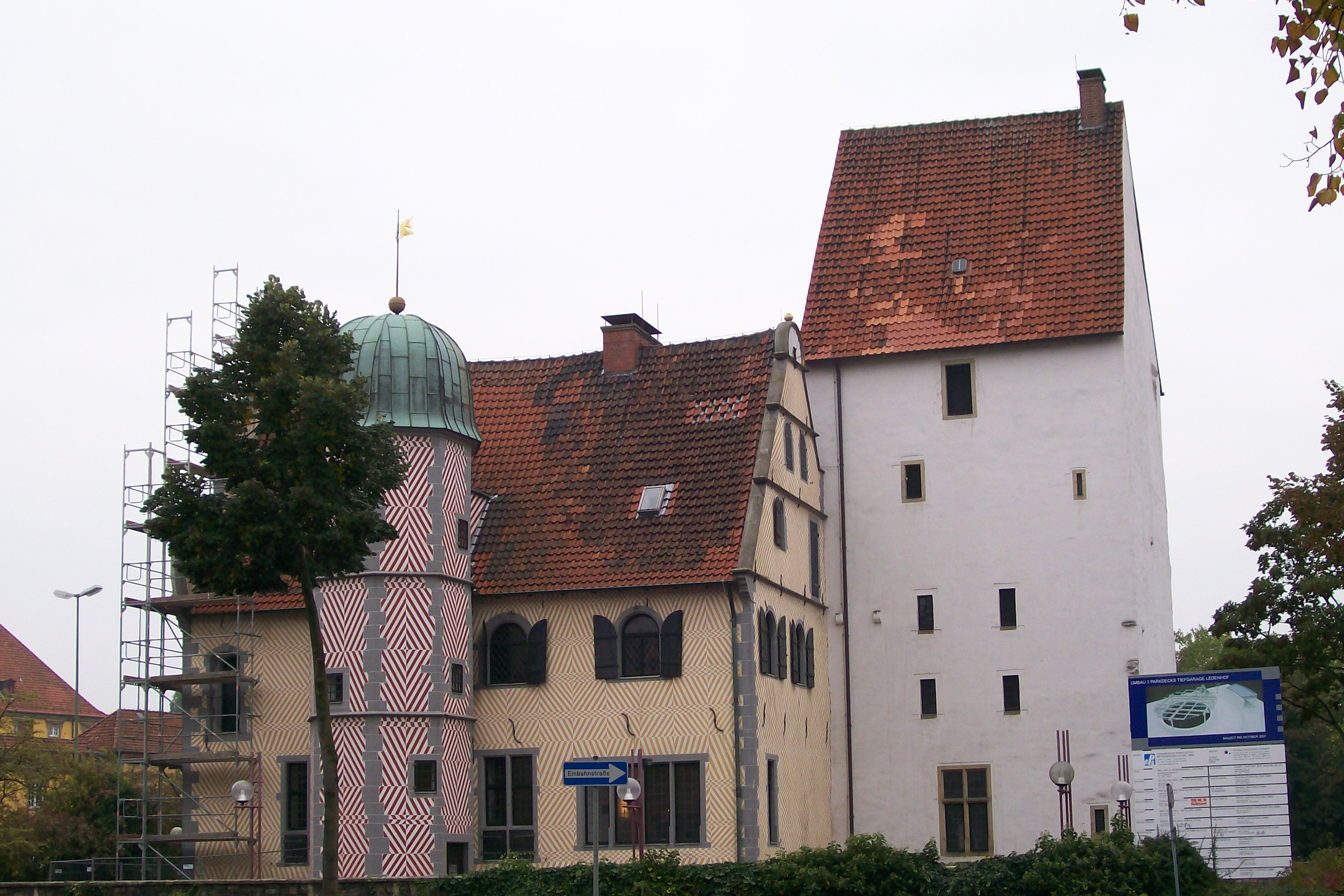
Der Ledenhof in Osnabrück mit Steinwerk (rechts), Palas (Mitte) und Treppenturm

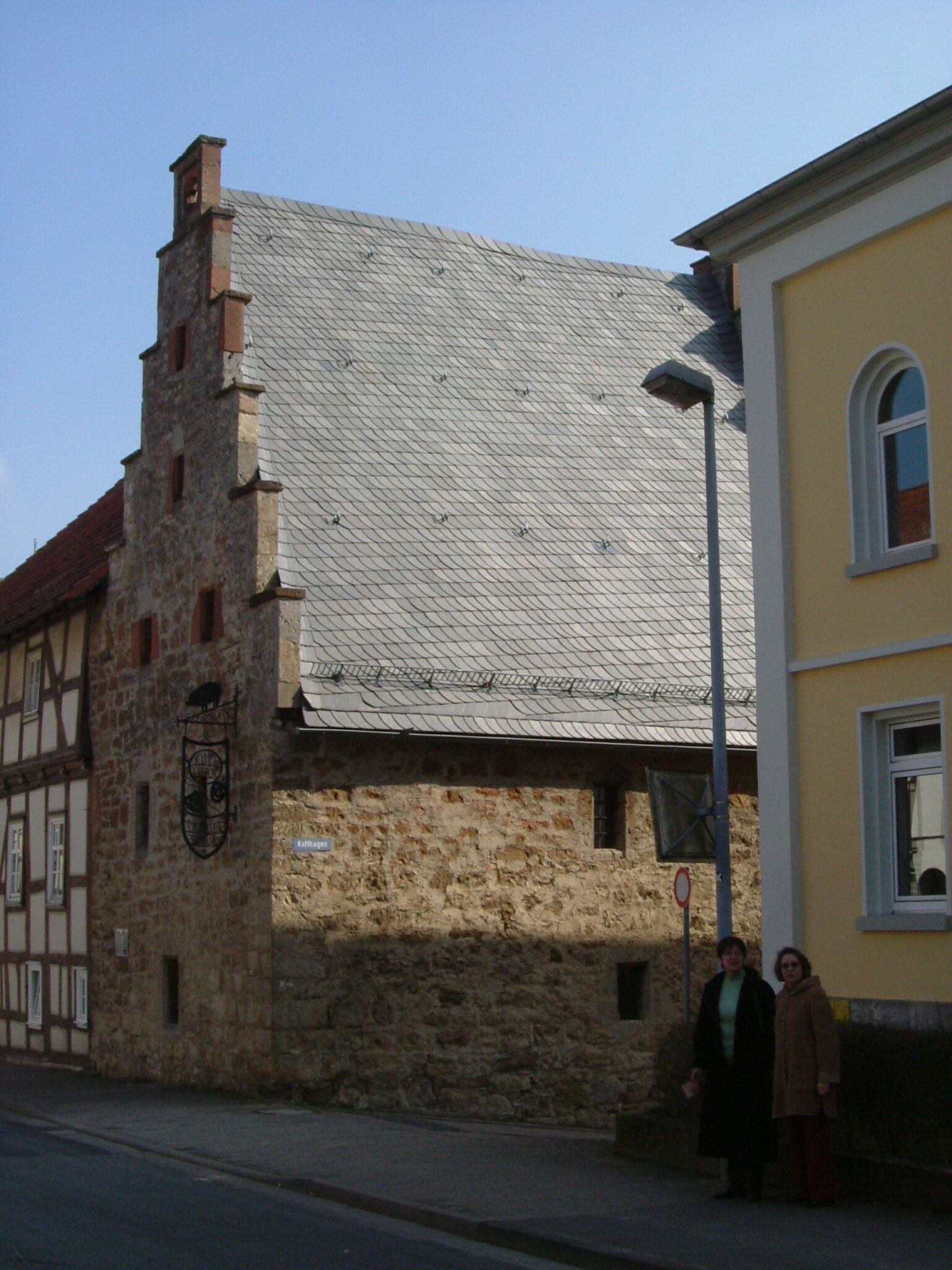
Korbach, Steinwerk

Steinwerke (latein.: domus lapidae = Steinhaus), auch Kemnate, sind eine besondere Bauform mittelalterlicher Profanarchitektur. Sie sind häufig der Baukunst der Romanik, auch der Gotik zuzuordnen.
Sie sind Teil einer städtischen Architektur, ihre baulichen Reste sind häufig durch jüngere An- und Umbauten im heutigen Stadtbild teilweise nur noch schwer zu erkennen. Neben dieser städtischen Bauform lassen sich Steinwerke aber auch vereinzelt in ländlichen Regionen nachweisen.

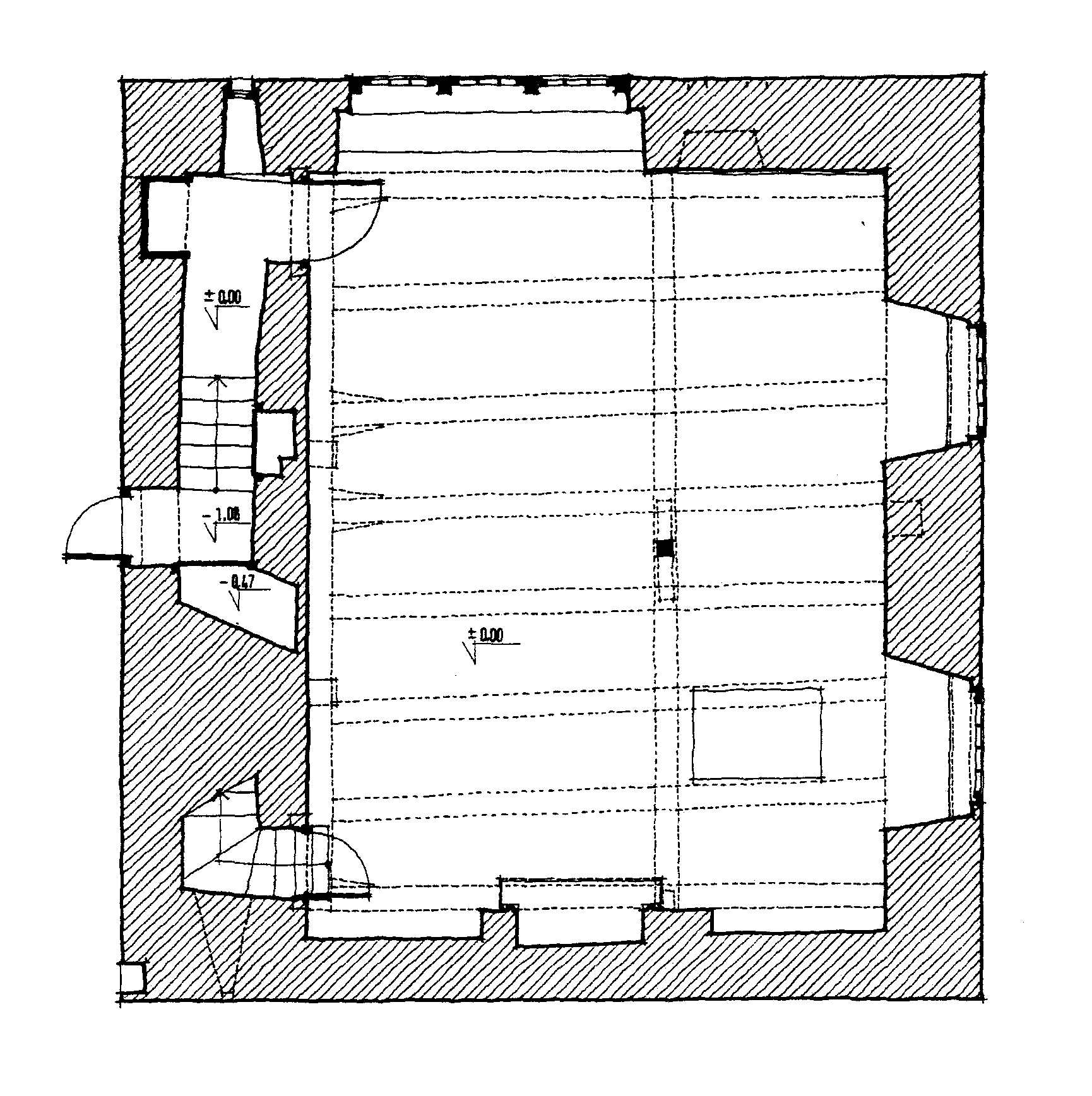
Romanisches Steinwerk in Osnabrück Dielinger Straße – um 1230 errichtet – Grundriss Erdgeschoss – jetziger Zustand

Der Begriff Steinwerk ist bereits im 9. Jahrhundert nachweisbar im Heliand verwendet worden.

## Verbreitung
Steinwerke sind verbreitet in West- und Norddeutschland, im ehemaligen Herzogtum Sachsen und entlang der Ostseeküste. Heute noch nachweisbar sind Steinwerke (unter anderem) in Dortmund, Münster, Warendorf, Bielefeld, Stadthagen, Köln, Osnabrück, Ankum, Braunschweig, Goslar, Holtershausen, Brunsen, Bremen, Höxter, Brakel, Korbach, Volkmarsen und Minden. In Osnabrück wurde das erste urkundlich belegte Steinwerk Niederdeutschlands 1177 gebaut. In Osnabrück sind noch einige gut erhaltene Beispiele romanischer Steinwerke vorhanden. In Hann. Münden besteht das Steinwerk Münden aus dem 13. Jahrhundert.
In Süddeutschland fehlen entsprechende massive Baukörper, hier tritt jedoch der städtische Wohnturm deutlicher in Erscheinung.

## Funktion
Wahrscheinlich wurden Steinwerke ursprünglich als Speicherbauten und Zufluchtstätten für Adelige und Patrizier errichtet. Als Vorbild dienten vermutlich die auf dem Land gelegenen Turmhügelburgen (Motten) des Adels. Häufig wurden Steinwerke nachträglich mit Anbauten aus Fachwerk versehen, die als Wohngebäude dienten.

## Bauweise

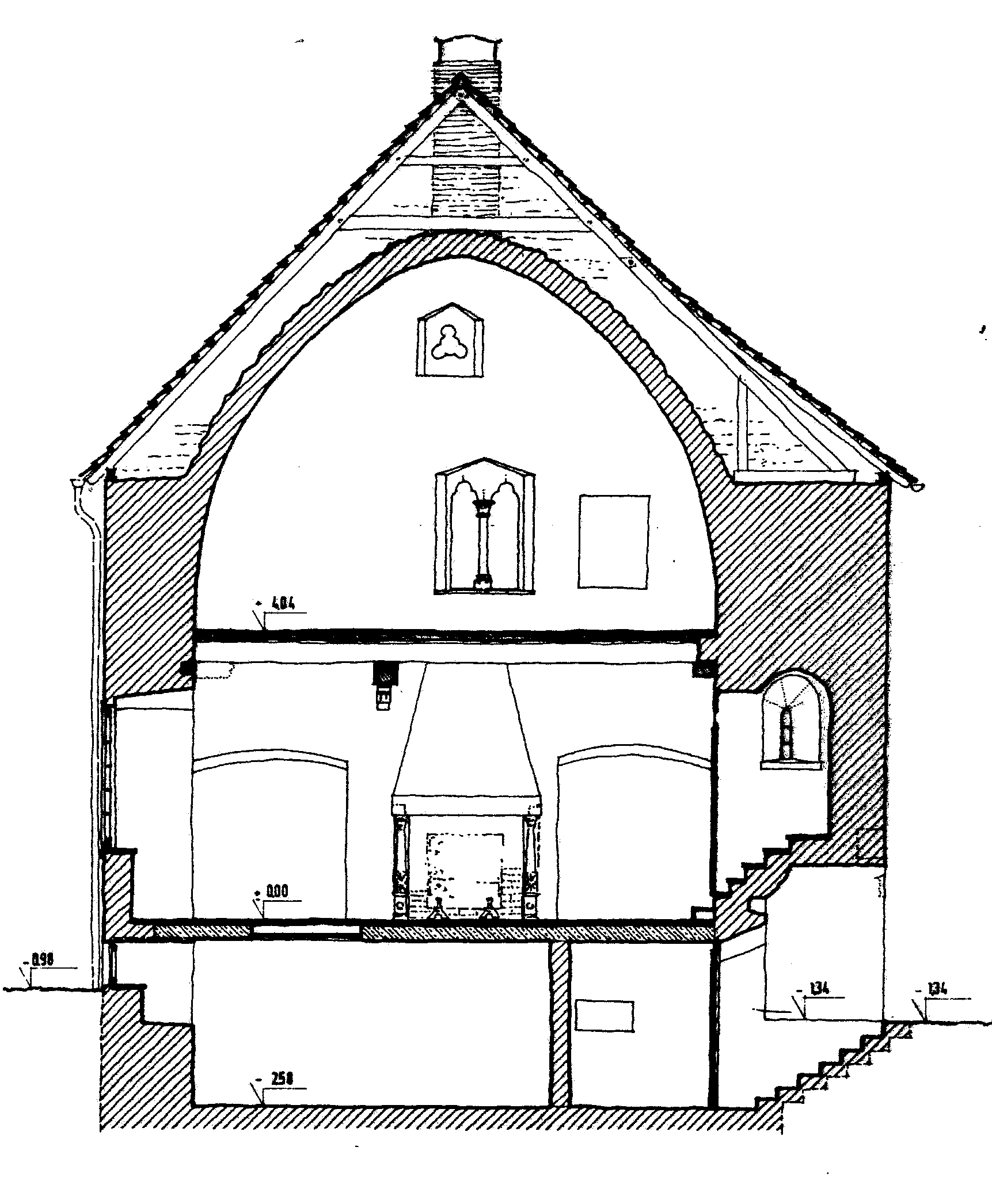
Romanisches Steinwerk in Osnabrück Dielinger Straße – um 1230 errichtet – Querschnitt – jetziger Zustand

Der Grundriss der Steinwerke ist typischerweise gedrungen rechteckig, oft nahezu quadratisch. Steinwerke sind meist mehrgeschossig, häufig unterkellert, oft mit einem überwölbten Obergeschoss oder mehreren überwölbten Geschossen konstruiert worden.
Steinwerke wurden so gebaut und befestigt, dass sie gut gegen Angriffe verteidigt werden konnten.
Die Außenwände sind massiv aus Naturstein oder Werkstein gemauert, oft mehrschalig. Wandkonstruktionen von 1,00 m bis 1,50 m Stärke bis hin zu 2,80 m dicken Wänden sind vorhanden.
Steinwerke verfügen regelmäßig über einen hochgelegenen, verteidigbaren Eingang.
In Osnabrück hat sich seit den Anfängen der städtischen Steinwerke ein eigenständiger Bautypus entwickelt. In der Regel wurde das Steinwerk zusammen mit einem Vorderhaus errichtet. Die sieben ältesten noch vorhandenen Steinwerke besitzen außerdem ein gemauertes Gewölbe unter dem Dach. Zwischen dem 12. und 14. Jahrhundert wurde diese Ausprägung des Osnabrücker Steinwerks errichtet. Gegenwärtige Vergleichsbeispiele in Deutschland sind bisher nicht gefunden worden. Das steinerne Dachgewölbe wird als guter Brandschutz interpretiert.
Ein das Stadtbild Osnabrücks bis heute prägendes Steinwerk mit Palas ist der Ledenhof. Hier diente das Steinwerk als Lagerhaus.
Steinwerke in ihrer ursprünglichen massiven Bauweise wurden bis ins 16. Jahrhundert gebaut, danach erfolgte schrittweise eine Reduzierung der massiven Konstruktionen.

## Beispiele erhaltener Steinwerke
- Steinwerk (Münden)
- Ledenhof